# Aufseßplatz (metro, Neurenberg)
Aufseßplatz is een metrostation in de wijk Galgenhof van de Duitse stad Neurenberg. Het station werd geopend op 23 september 1975 en wordt bediend door lijn U1 van de metro van Neurenberg.